# Баскетбол на літніх Олімпійських іграх 1988
Змагання з баскетболу на літніх Олімпійських іграх 1988 у Сеулі тривали з 17 до 30 вересня в Jamsil Gymnasium. Розіграно 2 комплекти нагород — у змаганнях жіночих та чоловічих збірних. У турнірі взяли участь 12 чоловічих і 8 жіночих команд, розбитих на групи по шість серед чоловіків і по чотири серед жінок. За підсумками чоловічих групових турнірів, до чвертьфіналу потрапили по чотири збірні, які розіграли медалі в матчах на вибування. За підсумками жіночих групових турнірів, до півфіналу потрапили по дві збірні, які розіграли медалі в матчах на вибування. 
У змаганнях чоловіків перемогла збірна США, повторивши досягнення 1984 року. У змаганнях чоловіків олімпійське золото, вдруге в своїй історії, здобула збірна СРСР. В її складі був великий відсоток гравців з балтійських країн: Сабоніс, Хомічюс, Куртінайтіс і Марчюльоніс з Литви, Міглінієкс з Латвії, а також Тійт Сокк з Естонії.
Це був останній олімпійський турнір з баскетболу, в якому не дозволялося виступати гравцям НБА. 1989 року ФІБА зняла це обмеження, тож на Олімпійських іграх 1992 року домінувала Дрім Тім.

## Медалісти
| Дисципліна | Золото | Срібло | Бронза |
| ---------- | --- | --- | --- |
| Жоловіки   | СРСР (URS)Олександр Волков Тійт Сокк Сергій Тараканов Шарунас Марчюльоніс Ігорс Міглінієкс Валерій Тихоненко Рімас Куртінайтіс Арвідас Сабоніс Віктор Панкрашкін Вальдемарас Хомічюс Олександр Білостінний Валерій Гоборов | Югославія (YUG)Дражен Петрович Здравко Радулович Зоран Чутура Тоні Кукоч Жарко Паспаль Желько Обрадович Юре Здовц Стойко Вранкович Владе Дівац Франьо Арапович Діно Раджа Данко Цвєтичанин      | США (USA)Мітч Річмонд Чарлз Сміт IV Бімбо Коулс Герсі Гокінс Джефф Ґреєр Чарлз Д. Сміт Віллі Андерсон Стейсі Оґмон Ден Маджерлі Денні Меннінґ Джей Ар Рід Девід Робінсон                         |
| Жінки      | США (USA) Тереза Едвардс Кемі Етрідж Сінтія Браун Енн Донован Теріса Везерспун Бріджетт Ґордон Вікторія Баллетт Андреа Ллойд Катріна Мак-Клейн Дженніфер Ґіллом Дінтія Купер Сьюзанн Мак-Коннелл                           | Югославія (YUG) Стойна Вангеловска Мара Лакич Жана Лелас Елеонора Вілд Корнелія Квесич Данира Накич Сладжана Голич Полона Дорник Разія Муянович Весна Байкуша Анджелія Арбутіна Бояна Милошевич | СРСР (URS) Ольга Євкова Ірина Герліц Олеся Барель Ірина Сумникова Ольга Бурякіна Ольга Яковлєва Ірина Мінх Олександра Леонова Олена Худашова Віталія Туомайте Наталія Засульська Галина Савицька |

## Кваліфікація
Кожен національний олімпійський комітет (НОК) мав право виставити на регіональні турніри не більш як по одній чоловічій та жіночій збірній з 12-ти гравців. Чинні олімпійські чемпіони та країна-господарка клаліфікувалися автоматично. Решту путівок на чоловічий турнір дісталося чемпіонам Азії та Океанії, двом першим медалістам чемпіонату Африки, трьом медалістам чемпіонату Америки, а також трьом переможцям Європейського кваліфікаціного турніру. Доля решти путівок на жіночий турнір визначалася на Олімпійському кваліфікаційному турнірі в Куала-Лумпур (Малайзія), звідки кваліфікувалися збірні, що посіли перші шість місць.

### Чоловіки
| Африка                                  | Америка                     | Азія | Європа                 | Океанія   | Автоматично кваліфікувалися                                   |
| --------------------------------------- | --------------------------- | ---- | ---------------------- | --------- | ------------------------------------------------------------- |
| Центральноафриканська Республіка Єгипет | Пуерто-Рико Бразилія Канада | КНР  | СРСР Югославія Іспанія | Австралія | США – олімпійські чемпіони Південна Корея – країна-господарка |

### Жінки
| Азія | Європа                                 | Океанія   | Автоматично кваліфікувалися                                    |
| ---- | -------------------------------------- | --------- | -------------------------------------------------------------- |
| КНР  | СРСР Югославія Чехословаччина Болгарія | Австралія | США – олімпійські чемпіонки Південна Корея – країна-господарка |

## Формат
чоловічий турнір:
- Дванадцять команд поділено на дві групи по 6 у кожній.
- Команди, що посіли перші чотири місця у групах, потрапляють до плей-оф.
- Команди, що посіли п'яті та шості місця у групах, формують додаткову сітку для визначення місць з 9-го по 12-те.
- Чвертьфінальні пари формуються за такою схемою: A1 – B4, A2 – B3, A3 – B2, A4 – B1.
  - Команди, що програли у чвертьфіналах, формують додаткову сітку для визначення місць з 5-го по 8-ме.
- Команди, які перемогли у півфіналах, грають у фіналі, а ті, що програли, грають у матчі за 3-тє місце.

жіночий турнір:
- Вісім команд поділено на дві групи по 4 у кожній.
- Команди, що посіли перші два місця в групах, потрапляють до плей-оф.
- Команди, що посіли треті та четверті місця у групах, формують додаткову сітку для визначення місць з 5-го по 8-ме.
- Півфінальні пари формуються за такою схемою: A1 - B2, A2 - B1.
- Команди, які перемогли у півфіналах, грають у фіналі, а ті, що програли, грають у матчі за 3-тє місце.

## Чоловічий турнір

### Попередній раунд

#### Група A
Баскетбол на літніх Олімпійських іграх 1988 — чоловічий турнір

#### Група B
Баскетбол на літніх Олімпійських іграх 1988 — чоловічий турнір

### Матчі на вибування

#### Чемпіонська сітка
Баскетбол на літніх Олімпійських іграх 1988 — чоловічий турнір

## Жіночий турнір

### Попередній раунд

#### Група A
Баскетбол на літніх Олімпійських іграх 1988 — жіночий турнір

#### Група B
Баскетбол на літніх Олімпійських іграх 1988 — жіночий турнір

### Матчі на вибування

#### Чемпіонська сітка
Баскетбол на літніх Олімпійських іграх 1988 — жіночий турнір

## Підсумкове становище
| Місце                     | Чоловіки                         | Чоловіки               | Чоловіки               | Чоловіки               | Жінки                     | Жінки                     | Жінки                     | Жінки                     |
| Місце                     | Збірна                           | Ігор                   | В                      | П                      | Збірна                    | Ігор                      | В                         | П                         |
| ------------------------- | -------------------------------- | ---------------------- | ---------------------- | ---------------------- | ------------------------- | ------------------------- | ------------------------- | ------------------------- |
| 1                         | СРСР                             | 8                      | 7                      | 1                      | США                       | 5                         | 5                         | 0                         |
| 2                         | Югославія                        | 8                      | 6                      | 2                      | Югославія                 | 5                         | 3                         | 2                         |
| 3                         | США                              | 8                      | 7                      | 1                      | СРСР                      | 5                         | 3                         | 2                         |
| 4-те                      | Австралія                        | 8                      | 4                      | 4                      | Австралія                 | 5                         | 2                         | 3                         |
| Вибули в чвертьфіналах    | Вибули в чвертьфіналах           | Вибули в чвертьфіналах | Вибули в чвертьфіналах | Вибули в чвертьфіналах | Вибули в груповому раунді | Вибули в груповому раунді | Вибули в груповому раунді | Вибули в груповому раунді |
| 5-те                      | Бразилія                         | 8                      | 5                      | 3                      | Болгарія                  | 5                         | 3                         | 2                         |
| 6-те                      | Канада                           | 8                      | 3                      | 5                      | КНР                       | 5                         | 2                         | 3                         |
| 7-ме                      | Пуерто-Рико                      | 8                      | 4                      | 4                      | Південна Корея            | 5                         | 2                         | 3                         |
| 8-ме                      | Іспанія                          | 8                      | 4                      | 4                      | Чехословаччина            | 5                         | 0                         | 5                         |
| Вибули в груповому раунді |                                  |                        |                        |                        |                           |                           |                           |                           |
| 9-те                      | Південна Корея                   | 7                      | 2                      | 5                      |                           |                           |                           |                           |
| 10-те                     | Центральноафриканська Республіка | 7                      | 2                      | 5                      |                           |                           |                           |                           |
| 11-те                     | КНР                              | 7                      | 2                      | 5                      |                           |                           |                           |                           |
| 12-те                     | Єгипет                           | 7                      | 0                      | 7                      |                           |                           |                           |                           |